# Виенска градска железница
Виенската градска железница (на немски: Wiener Stadtbahn) е бивша система за обществен транспорт във Виена, която функционира под това име от 1898 г. до 1989 г. Линиите на Виенското метро (на немски: U-Bahn) U4 и U6, и местната скоростна железница използват инфраструктурата на бившата градска железница на Виена. Наименованието градска железница (Stadtbahn) означава в случая пълноценна железопътна линия в чертите на града, отделена от останалите видове градски транспорт. По искане на военните и поради това финансирана основно от държавата, Виенската градска железница е изградена със спазване на изискванията за магистрална железница. Използват се парни локомотиви, което води до замърсяване и редица неудобства за виенчани. Архитектурното оформление на станциите и други архитектурни части е възложено на архитекта Ото Вагнер. Поради това тя представлява един от най-известните образци на градска архитектура в стил Ар нуво или модерн. Най-известните здания са двете бивши сгради на станцията Карлсплатц, които се използват за кафене и музей и павилиона, построен специално за императора Франц Йосиф
През 1976 г. градската железница е интегрирана към системата на виенското метро: платформите са повдигнати и на релсовия път е изградена трета контактна релса. В същото време станциите запазват своя първоначален вид. По линиите се използват нови метровлакове, изработени от австрийска компания. При това движението от посока вляво се променя в дясно движение.[ неясно? ]